# La Abadilla
La Abadilla es una localidad española del municipio de Santa María de Cayón, perteneciente a la comunidad autónoma de Cantabria. 

## Toponimia
El nombre del lugar puede aparecer escrito con las grafías «La Abadilla», «La Badilla» y «Abadilla».

## Geografía
La localidad está situada a 90 m s. n. m. y a 0,1 kilómetros de la capital municipal.

## Historia
Hacia mediados del siglo XIX, el lugar, ya por entonces perteneciente a Santa María de Cayón, tenía contabilizada una población de 221 habitantes. Aparece descrito en el décimo volumen del Diccionario geográfico-estadístico-histórico de España y sus posesiones de Ultramar de Pascual Madoz con las siguientes palabras:

LA BADILLA ó ABADILLA (segun algunos): l. en la prov. y dióc. de Santander, part. jud. de Villacarriedo, aud. terr. y c. g. de Burgos, ayunt. de Sta. Maria de Cayon: sit. en el valle de este último nombre, á la márg. izq. del r. Pisuerga; su clima es templado y sano. Tiene 51 casas; escuela de primeras letras; igl. parr. (San Estéban Protomartir), servida por un cura de ingreso y presentacion del diocesano; 3 ermitas y una capilla ó santuario. Confina N. Obregon; E. valle de Penagos; S. Sta. Maria de Cayon, y O. Encina, todos á corta dist. El terreno es de mediana calidad, el roturado ó labrantío asciende á 2,000 carros (medida de 48 pies cuadrados), y sobre 3,000 de monte, que pudieran dar mas producto si se sacasen del abandono en que yacen; puede decirse que la agricultura en este l. carece de brazos por el espresado cultivo que sus tierras necesitan: no presenta mejor aspecto la ind. pecuaria, pues aunque se crian ganados de la clase vacuna, caballar, mular, asnal y de cerda, no lo es en el número que debiera si se proporcionasen prados artificiales, de que tan susceptible es el terreno. prod.: trigo, lino, alubias, patatas, hortaliza y frutas, en particular nueces y castañas. pobl.: 47 vec., 221 alm. contr. con el ayunt.
(Madoz, 1847, pp. 7-8)

## Demografía
En 2023, la entidad singular de población de La Abadilla tenía empadronados 622 habitantes y el núcleo de población, 567.

## Patrimonio artístico
Destaca del lugar la casa-torre de la Abadilla del siglo XVII, inventariada en el 2002. En una de sus ventanas se encuentra la inscripción ''I.H.S. Cruz Deus Inter Omnes'' y la fecha ''Año 1696''. 
Se puede encontrar también en la localidad la iglesia parroquial, construida en el siglo XVI aunque reformada totalmente en el siglo XVIII. La torre se construyó en 1950. Posee cuatro retablos, de los que destaca el mayor, de mediados del siglo XVIII y con la imagen de San Miguel.